# Apodostigma pallens
Apodostigma pallens  es la única especie del género monotípico Apodostigma,  perteneciente a la familia de las celastráceas. Es  originaria de  África.

## Descripción
Es una planta trepadora que alcanza un tamaño de 13 m de largo, se encuentra en el bosque cerrado en las riberas, desde Senegal hasta el sur de Nigeria, y a Zaire, Kenia y Angola.

## Usos
Los tallos se cortan en bastones llamados soungala en Guinea y son utilizados por las mujeres en el baile. 
La corteza en decocción se utiliza en baños de vapor y fumigaciones en Costa de Marfil para aliviar dolores reumáticos y dolor de cabeza, y  para combatir la disentería y diarreas.
Del tallo se tallan productos pasatiempos, instrumentos musicales, juegos, juguetes, etc

## Taxonomía
Apodostigma pallens fue descrita por (Planch. ex Oliv.) R.Wilczek y publicado en Bulletin du Jardin Botanique de l'État à Bruxelles 26: 403. 1956.
Sinonimia
- Apodostigma pallens f. capuroniana N.Hallé
- Hippocratea pallens Planch. ex Oliv. basónimo[3]